# 加斯帕尔·卡萨多
加斯帕爾·卡薩多·埃·莫列烏（西班牙語：Gaspar Cassadó i Moreu，1897年10月5日—1966年12月24日），西班牙大提琴家、作曲家。
卡薩多出生於巴塞罗那，父親若阿金（Joaquim）是一位教堂音樂家。卡薩多自七歲起習琴，九歲時在一場演奏會上由帕乌·卡萨尔斯發掘。巴塞罗那當局為此特別提供了獎助學金，使他可以前往巴黎同卡萨尔斯學習。
卡薩多的作品不少，包括大提琴協奏曲（1926年）、獨奏大提琴組曲，以及許多室內樂小品等。除了大提琴之外，他也為吉他創作。他並且是有名的改編者，曾改編C.P.E.巴赫的鍵盤協奏曲、莫扎特的第3號法國號協奏曲、舒伯特的A大調奏鳴曲等作品，供大提琴演奏。此外，卡薩多筆下有一些「偽作」，是實際上出自他手，但以其他作曲家的名義「發表」的，最出名的一例是「觸技曲」（Toccata，號稱為吉罗拉莫·弗雷斯科巴尔迪所作）。
在鋼琴家艾麗西亞·德·拉羅佳的邀請下，卡薩多長期於馬爾撒爾學院教學。該校的大提琴教職後來以他的名義命名，紀念卡薩多的付出與貢獻。
與卡薩多生前活動有關的文件與資料，現存於加泰隆尼亞圖書館、玉川大学教育博物館。

## 個人生活
卡薩多之妻為日本鋼琴家原智恵子。

## 延伸閱讀
- Gaspar Cassadó: Cellist, Composer and Transcriber, Gabrielle Kaufman, Routledge, London (2017), ISBN 9781472467157

## 外部連結
- 加斯帕尔·卡萨多的免费乐谱，由国际乐谱典藏计划提供
- International Cello Society （页面存档备份，存于）
- Nathaniel J. Chaitkin，《加斯帕爾·卡薩多：與帕烏·卡薩爾斯的關係，以及多才多藝的音樂人生 （页面存档备份，存于）》，博士論文，2001年
- The Remington Site （页面存档备份，存于）
- 加泰隆尼亞圖書館 - 卡薩多的個人檔案 （页面存档备份，存于）